# Mekorot

Mekorot Water Company Hauptwasserleitung ohne Verteilernetze mit rund 130 Kilometer Länge

Die Mekorot Water Company Ltd. (hebräisch מְקוֹרוֹת חֶבְרַת מַיִם בָּעָ״מ Məqōrōt Chevrat Majim BaʿA"M, deutsch ‚Quellen Wassergesellschaft GmbH‘, von Sg. מָקוֹר Maqōr) ist die nationale Trinkwasserversorgungs-Gesellschaft Israels mit Sitz in Eschkol. Sie wurde 1937 gegründet und versorgt Israel mit 80 % seines Trinkwassers, betreibt ein Versorgungsnetzwerk namens National Water Carrier.

## Geschichte
Mekorot wurde am 31. Januar 1937 von Levi Eschkol gegründet; er war selbst von 1937 bis 1951 der Direktor des Unternehmens, das die Wasserversorgung der ersten jüdischen Siedlungen sicherte.
Heute ist die Mekorot Water Company zuständig für die landesweite Wasserversorgung, Kontrolle der Wasserqualität, Versorgungs-Infrastruktur, Abwasseraufbereitung und Meerwasserentsalzungsanlagen. Mekorot liefert das Trinkwasser an rund 5.000 kleinere Wasserversorger, darunter Kommunen, Regionalverbände, landwirtschaftliche Siedlungen und Industriekunden. Eine der größten Errungenschaften des Unternehmens war der Aufbau Entwicklung und Betrieb eines landesweiten Wassernetzes, des National Water Carriers, mittels dessen Wasser schnell von Süßwasserquellen und Wasseraufbereitungsanlagen zu Händlern und Endverbrauchern gelangen kann. Die großen Meerwasserentsalzungsanlagen von Mekorot befinden sich in Aschdod und werden durch die Brackwasserentsalzungsanlagen in Lahat und Atlit ergänzt. Neben dem Leitungsnetz beliefert Mekorot auch Endabnehmer mit Tankfahrzeugen. Mekorot versorgt rund sieben Millionen Einwohner Israels und Teile der Palästinensischen Gebiete mit Trinkwasser. Mekorot exportiert auch Wasser ins Königreich Jordanien.
Mekorot nutzt seit dem Sechstagekrieg systematisch Quellen und Brunnen in der West Bank um die israelische Siedlungen, die teilweise illegal errichtet wurden, zu versorgen. Mekorot verkauft Wasser an die Palästinensischen Kommunen, jedoch unterliegt die Abgabemenge der Kontrolle der israelischen Behörden. Deshalb sind viele Kommunen auf die teure Belieferung mit Wasserlastern angewiesen, bei denen ein Kubikmeter Wasser 4 bis 10 USD kostet. Die im November 1967 in Kraft getretene Militärverordnung 158, besagt, dass es Palästinensern verboten ist jegliche Wassergewinnungsanlage ohne die Genehmigung der IDF aufzubauen. Diese Genehmigung zu bekommen ist laut amnesty international nahezu unmöglich.

## Wasserversorgung
Das Unternehmen gibt folgende Angaben zu seiner Infrastruktur heraus:
- Trinkwassermenge: 1,500 Milliarden Kubikmeter jährlich, rund 80 % des Trinkwasserbedarfs in Israel und 70 % seines Gesamtverbrauchs[1]
- Produktionsstandorte für die Wasserversorgung und Wasserqualität: 3.000
- Pumpstationen: 691
- Anzahl der Einheiten in den Pumpstationen: 2.565
- Tiefbrunnen (Grundwasser): 1.200
- Anzahl der Zwischenspeicher: 714 (mit jeweils einem Volumen von 500 m³ oder mehr)
- Anzahl der Stauseen: 104
- Länge der Wasserleitungen: 12.000 km
- Kontrollzentren: 9 (mit Prozesssteuerungssystemen)
- Entsalzungsanlagen: 34
- Zentrale Großfilteranlagen: 8
- Abwasserbehandlung und Abwasserrückgewinnung Anlagen: 13
- Einrichtungen für die Verbesserung, Desinfektion und Behandlung von Wasser: 800
- Gesamtwasserherstellung: 1,5 Mrd. m³ pro Jahr
- Energieverbrauch: 1,994 Millionen kWh pro Jahr
- Verteilungspunkte: 9.265
- Labore zur Wasseranalyse: 1 Zentrallabor Eshkol und 5 regionale Labore

Mekorot hat eine breite Palette von proprietären computergestützten Modellen und Entscheidungsunterstützungssysteme entwickelt wie zum Beispiel Prozesssteuerungssysteme, Modelle für den Betrieb einer nationalen Wasserbedarfsprognose, Wassersystemplanung, Wetter und Wasserstand Vorhersage, Integration von entsalztem Meerwasser in die bestehende nationale Wasserversorgung, chemische und biologische Modelle, Entscheidungsunterstützungssysteme für den Grundwasservorrat mit hydrologischen Modellen für den optimalen Betrieb und statistische Modelle für die Analyse von Veränderungen und Trends in der Wasserversorgung.

## Eschkol-Besucherzentrum

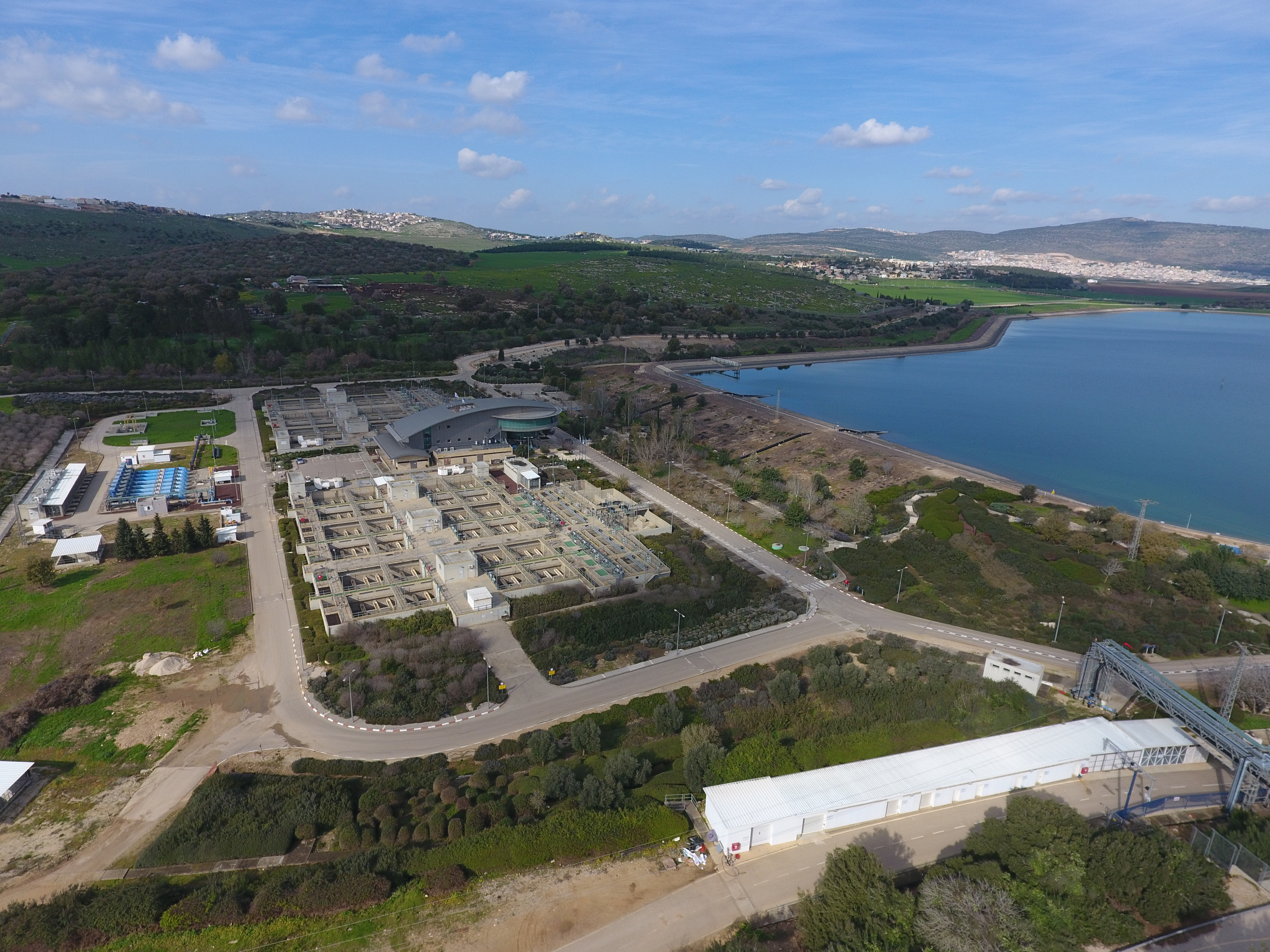
Runde Besucherkanzel inmitten von Anlagen zur Wasseraufbereitung unterhalb des Stausees Maʾagar Eschkol

In der Beit-Netofa-Senke (hebräisch בִּקְעַת בֵּית נְטוֹפָה Biqʿat Bejt Nɘṭōfah, arabisch سهل البطوف Sahl al-Baṭūf) in unmittelbarer Nähe zu Channaton betreibt Mekorot am Ma'agar Eschkol (Eschkol-Staubecken) ein Besucherzentrum, in dem sich die Besucher über die Behandlung von Trinkwasser am Beispiel einer Zentralfilteranlage, einer der größten und komplexesten ihrer Art weltweit, informieren können. Die Anlage verbessert nochmals die Qualität des Wassers, das aus dem See Genezareth entnommen und im ganzen Land verteilt wird. Am Ende des Filtrationsprozesses hat das Wasser aus dem See Genezareth ein Niveau erreicht, das den strengsten Anforderungen entspricht. Mit diesen Standards liegt Mekorot an der Spitze der westlichen Länder in Bezug auf die Behandlung von Trinkwasser.
Eine Videoshow veranschaulicht das Mekorot-Verfahren, bei dem ein Tropfen Wasser, der aus dem See Genezareth, oder aus dem Grundwasser oder aus dem Meer gewonnen wurde, schlussendlich die Wasserhähne in den Wohnhäusern der rund sieben Millionen Einwohner erreicht.

## Kritik
Laut einer Untersuchung der israelischen Nichtregierungsorganisation B’Tselem stünden den Palästinensern im Westjordanland täglich etwa 60 Liter Trinkwasser zur Verfügung, im Norden sogar nur 30 Liter, während die jüdischen Siedler bis zu 330 Liter täglich konsumierten. Verantwortlich für die ungerechte Verteilung sei der israelische Wassermonopolist Mekorot. Der Wassermangel habe "schwerwiegende Folgen" für die dort lebenden zwei Millionen Palästinenser. Die Botschaft des Staates Israel in Berlin verwies 2012 dagegen auf eine Studie zur Wassersituation im Westjordanland, wonach "gegenwärtig beinahe kein Unterschied im Pro-Kopf-Verbrauch natürlichen Wassers zwischen Israelis und Palästinensern besteht".